# Левый терроризм
Левый терроризм — терроризм, используемый леворадикальными (чаще всего марксистскими) организациями. 
Точкой отсчёта современного левого терроризма следует считать май 1968 года — студенческая революция в Париже, пик движения Новых Левых, первый угон самолёта. Однако корни левого терроризма уходят в глубь истории — в древнее тираноборство и политические убийства, практикуемые «народными мстителями» из анархистов и народовольцев в XIX веке. Промежуточным звеном между ними и современными левыми террористами были русские эсеры. На становление новых форм левого терроризма в послевоенном мире большое влияние оказали радикальные версии марксизма, такие, как большевизм (ленинизм), троцкизм и маоизм.
Современные левые террористы, как и их предшественники, своё насилие называют революционным. Исходят из ленинского тезиса о том, что современное общество стоит на стадии империализма, при котором кучка монополий (финансовая олигархия, состоящая из капиталистов) порабощает и обкрадывает широкие массы населения. Если в западных странах население обеспечено, то это за счёт ограбления «пролетарских» стран Третьего мира. В последнем моменте левый терроризм повлиял на радикальных представителей национально-освободительных и даже националистических движений. Значительную часть практики левого терроризма занимали грабежи (экспроприации).

## Левый терроризм по странам

### Германия
В 1968—1998 годах на территории Западной Германии и Западного Берлина действовала Фракция Красной Армии, основанная  Андреасом Баадером, Гудрун Энслин, Хорстом Малером, Ульрикой Майнхоф, Ирмгард Мёллер[en] и др. Ответственна за совершение 34 убийств, серии банковских налётов, взрывов военных и гражданских учреждений и покушений на высокопоставленных лиц.
В 1992 г. была создана организация AIZ, члены которой рассматривают себя как продолжателей борьбы Фракции Красной Армии. В период с 1992 по 1996 гг. AIZ предприняли ряд поджогов и организовали несколько взрывов в знак протеста милитаризации страны, «поддержки правительством фашистских режимов» и репрессий против курдских революционеров.

### Испания
С 1959 по 2018 годы существовала баскская террористическая организация ЭТА, боровшаяся за независимость Страны Басков от Испании. В 1973 году ЭТА предприняла одну из своих наиболее известных акций — убийство преемника Франко на посту председателя правительства Испании адмирала Луиса Карреро Бланко. Несмотря на националистический характер организации, её участниками предусматривалось революционное свержение существовавшего политического строя и построение «баскского социализма».
В 1978—1995 годы действовала каталонская организация Свободная земля, целью организации являлось создание независимого Каталонского государства.
Группы патриотического антифашистского сопротивления первого октября была создана активистами маоистской КПИ (в) летом 1975 года для борьбы с диктаторским режимом Франсиско Франко.
- На рубеже 1970—80-х годов ГРАПО совершила ряд ограблений банков, главным образом в Мадриде и Барселоне.
- В 1984 году ГРАПО провела серию взрывов, направленных против объектов НАТО.
- В 1991 году ГРАПО организует взрыв трубопровода, принадлежащего НАТО.

### Италия
С 1970-го до конца 1980-х годов в Италии действовала организация Красные бригады, её члены ставили своей целью создание революционного государства в результате вооруженной борьбы и выход Италии из НАТО. Самая известная акция в истории организации — похищение и убийство председателя Христианско-демократической партии, бывшего премьер-министра Италии Альдо Моро весной 1978 года.

### Россия
31 октября 2018 года 17-летний ультралевый анархист Михаил Васильевич Жлобицкий произвёл самоподрыв в здании ФСБ в Архангельске, в результате которого он погиб, а трое сотрудников ФСБ получили ранения.

### Турция
Курдская военизированная организация Рабочая партия Курдистана, созданная в 1978 году, борется за политические права курдов в Турции и создание курдской национально-территориальной автономии в составе Турции. С 15 августа 1984 года ведёт вооруженную партизанскую борьбу против турецких властей.

### Япония
С 1971-го по 1972-й годы существовала Объединенная Красная Армия, действовавшая на территории Японии и прекратившая свое существование после инцидента Асама-Сансо.
С 1971-го по начало 2000-х годов действовала международная группировка Красная армия Японии, участвовавшая в бойне в аэропорту Лод и захвате заложников в здании AIA.

## Гендерный состав
Если в неофашистских боевых группировках мужчин было большинство, то в левых террористических группировках доля женщин достигала почти 25%. Ученые утверждали, что эти различия были связаны с особенностями процесса вербовки.